# Cyril Bos
Cyril Bos (ur. 26 września 1972 w Mont-Saint-Aignan) – francuski kolarz torowy, trzykrotny medalista mistrzostw świata.

## Kariera
Pierwszy sukces w karierze Cyril Bos osiągnął w 1993 roku, kiedy zdobył brązowy medal mistrzostw kraju w wyścigu punktowym. Osiągnięcie to powtórzył także dwa lata później, a w 1996 roku był drugi. W 1996 roku wystartował również na mistrzostwach świata w Manchesterze, gdzie wspólnie z Francisem Moreau, Jean-Michelem Moninem i Philippe'em Ermenaultem zdobył srebrny medal w drużynowym wyścigu na dochodzenie. Na rozgrywanych w 1999 roku mistrzostwach świata w Berlinie razem z Ermenaultem, Moreau i Jérôme'em Neuville'em w tej konkurencji ponownie był drugi. W tym samym składzie Francuzi zajęli czwarte miejsce na igrzyskach olimpijskich w Sydney w 2000 roku, przegrywając walkę o brąz z Brytyjczykami. W drużynowym wyścigu na dochodzenie Bos zdobył ponadto brązowy medal na mistrzostwach świata w Manchesterze w 2000 roku razem z Damienem Pommereau, Philippe'em Gaumontem i Jérôme'em Neuville'em.